# Ubaldo Lanfranchi
Ubaldo Lanfranchi, mort le 19 juin 1207, est un archevêque catholique originaire de Pise.

## Biographie
Membre de la noble famille Lanfranchi, il est consacré archevêque de Pise le 11 avril 1176. La primauté de l'église pisane s'est étendue aux provinces ecclésiastiques des judicats de Logodoro, Cagliar et Arborée.
Le 21 mars 1198, Innocent III confirme sa primauté sur les diocèses sardes et corses, traditionnellement liée à son siège depuis l'époque du pape Urbain II.
En 1189, il participa à la Troisième Croisade, en tant que légat papal accompagné de Guillaume Ier de Cagliari  atteignant la Terre Sainte avec 52 navires et se rangeant du côté de Guy de Lusignan, puis de son rival Conrad de Montferrat. Dans les phases controversées du siège d'Acre, il entérine le divorce entre Onfroy IV de Toron et la reine Isabelle de Jérusalem, afin qu'elle puisse épouser Conrad.
Au cours des trois dernières années de sa vie, Ubaldo entre en conflit avec le Saint-Siège en raison de différends sur le droit canon en Sardaigne, en particulier dans le Judicat de Logudoro. Il est mort en 1207, probablement le 19 juin.

## Légende
Selon la légende populaire, lors de son retour de la deuxième croisade en 1149 l’archevêque de Pise rapporta dans cinq navires, une cargaison de terre sacrée prélevée au mont Golgotha. Une légende racontait que les corps inhumés dans cette terre devenaient des squelettes au bout de vingt quatre heures. En 1203 cette «terre sainte» est répandue sur le terrain où prend place le monumental Camposanto pisan.